# Happy Madison Productions
Happy Madison Productions is een Amerikaans productiebedrijf dat in 1999 werd opgericht door acteur Adam Sandler.

## Geschiedenis
Stand-upcomedian en komisch acteur Adam Sandler brak begin jaren 1990 door in het sketchprogramma Saturday Night Live. In diezelfde periode begon hij ook steeds vaker hoofdrollen te vertolken in filmkomedies. Midden jaren '90 was hij te zien in onder meer Billy Madison (1995) en Happy Gilmore (1996).
Eind 1999 richtte Sandler met Happy Madison Productions zijn eigen productiebedrijf op. De naam van het productiehuis is een samenstelling van de filmtitels Happy Gilmore en Billy Madison. Het logo van het bedrijf is een afbeelding van Sandlers vader Stanley.
Sindsdien produceert het bedrijf het leeuwendeel van Sandlers films, vaak in samenwerking met distributeur Columbia Pictures. De kantoren van Happy Madison Productions bevinden zich ook in The Judy Garland Building van Sony Pictures Studios, het moederbedrijf van Columbia. Het moederbedrijf, Happy Gilmore Inc., is officieel in Manchester (New Hampshire) gevestigd en wordt geleid door Sandlers broer Scott.
In 2014 sloot Happy Madison een deal met Netflix om vier films voor de streamingdienst te ontwikkelen. In 2017 werd de deal met vier nieuwe films uitgebreid.

## Bekende medewerkers
Acteurs
- Adam Sandler
- David Spade
- Kevin James
- Chris Rock
- Rob Schneider
- Steve Buscemi
- Nick Swardson

Producenten, regisseurs en scenaristen
- Frank Coraci
- Allen Covert
- Dennis Dugan
- Fred Wolf
- Steven Brill
- Robert Smigel
- Jack Giarraputo
- Tim Herlihy
- Heather Parry

## Filmografie

### Film
Films van Happy Madison krijgen vaak negatieve recensies. Zo wordt de komedie Jack and Jill (2011) regelmatig bestempeld als een van de slechtste films ooit. De film heeft op Rotten Tomatoes een score van 3%. De komedie Bucky Larson: Born to Be a Star (2011) heeft een score van 0%, gebaseerd op 35 recensies.
| Jaar | Film                                | Rotten Tomatoes | Metacritic |
| ---- | ----------------------------------- | --------------- | ---------- |
| 1999 | Deuce Bigalow: Male Gigolo          | 23%             | 30         |
| 2000 | Little Nicky                        | 22%             | 38         |
| 2001 | Joe Dirt                            | 11%             | 20         |
| 2001 | The Animal                          | 30%             | 43         |
| 2002 | Mr. Deeds                           | 22%             | 24         |
| 2002 | The Master of Disguise              | 1%              | 12         |
| 2002 | Eight Crazy Nights                  | 12%             | 23         |
| 2002 | The Hot Chick                       | 22%             | 29         |
| 2003 | Anger Management                    | 43%             | 52         |
| 2003 | Dickie Roberts: Former Child Star   | 23%             | 36         |
| 2004 | 50 First Dates                      | 44%             | 48         |
| 2005 | The Longest Yard                    | 31%             | 48         |
| 2005 | Deuce Bigalow: European Gigolo      | 9%              | 23         |
| 2006 | Grandma's Boy                       | 18%             | 33         |
| 2006 | The Benchwarmers                    | 11%             | 25         |
| 2006 | Click                               | 32%             | 45         |
| 2007 | Reign Over Me                       | 64%             | 61         |
| 2007 | I Now Pronounce You Chuck and Larry | 14%             | 37         |
| 2008 | Strange Wilderness                  | 2%              | 12         |
| 2008 | You Don't Mess with the Zohan       | 37%             | 54         |
| 2008 | The House Bunny                     | 42%             | 55         |
| 2008 | Bedtime Stories                     | 25%             | 33         |
| 2009 | Paul Blart: Mall Cop                | 33%             | 39         |
| 2009 | Funny People                        | 68%             | 60         |
| 2009 | The Shortcut                        | N.v.t.          | N.v.t.     |
| 2010 | Grown Ups                           | 10%             | 30         |
| 2011 | Just Go with It                     | 19%             | 33         |
| 2011 | Zookeeper                           | 14%             | 30         |
| 2011 | Bucky Larson: Born to Be a Star     | 0%              | 9          |
| 2011 | Jack and Jill                       | 3%              | 23         |
| 2012 | That's My Boy                       | 20%             | 31         |
| 2012 | Here Comes the Boom                 | 38%             | 40         |
| 2013 | Grown Ups 2                         | 7%              | 19         |
| 2014 | Blended                             | 14%             | 31         |
| 2015 | Paul Blart: Mall Cop 2              | 6%              | 14         |
| 2015 | Joe Dirt 2: Beautiful Loser         | 10%             | N.v.t.     |
| 2015 | Pixels                              | 17%             | 27         |
| 2015 | The Ridiculous 6                    | 0%              | 18         |
| 2016 | The Do-Over                         | 5%              | 22         |
| 2017 | Sandy Wexler                        | 32%             | 39         |
| 2018 | The Week Of                         | 22%             | 41         |
| 2018 | Father of the Year                  | 0%              | 32         |
| 2020 | The Wrong Missy                     | 32%             | 33         |

### Televisie
- Rules of Engagement (2007–2013)
- The Gong Show with Dave Attell (2008)
- Nick Swardson's Pretend Time (2010–2011)
- Breaking In (2011–2012)
- The Goldbergs (2013–)
- Imaginary Mary (2017)
- Schooled (2018–)